# 劉兆
刘兆（?—?），西晋济南郡东平陵县（今山东省济南市章丘区西）人，字延世，西汉广川惠王劉越的后裔。
刘兆博学广闻，为人温和，循循善诱，受业门下者数千人。晋武帝时，五次辟于公府，三次征为博士，都没有就任。安贫乐道，不出门庭潜心著述数十年，终生未仕。以《春秋》一经分三家殊途，于是比较三家之异，合而相通。撰写《春秋左氏》解，名《春秋左传全综》，《公羊传》、《谷梁传》解诂都收纳在经传中，用红字区别。因《周礼》调人之官，撰《春秋调人》七万余言。又撰《周易训注》。后来全都失传。六十六岁时去世。

## 延伸阅读
[在维基数据编辑]
 《晉書/卷091》，出自房玄齡《晉書》